# Adonisea sexata
Adonisea sexata är en fjärilsart som beskrevs av Smith 1906. Adonisea sexata ingår i släktet Adonisea och familjen nattflyn. Inga underarter finns listade i Catalogue of Life.